# خوان

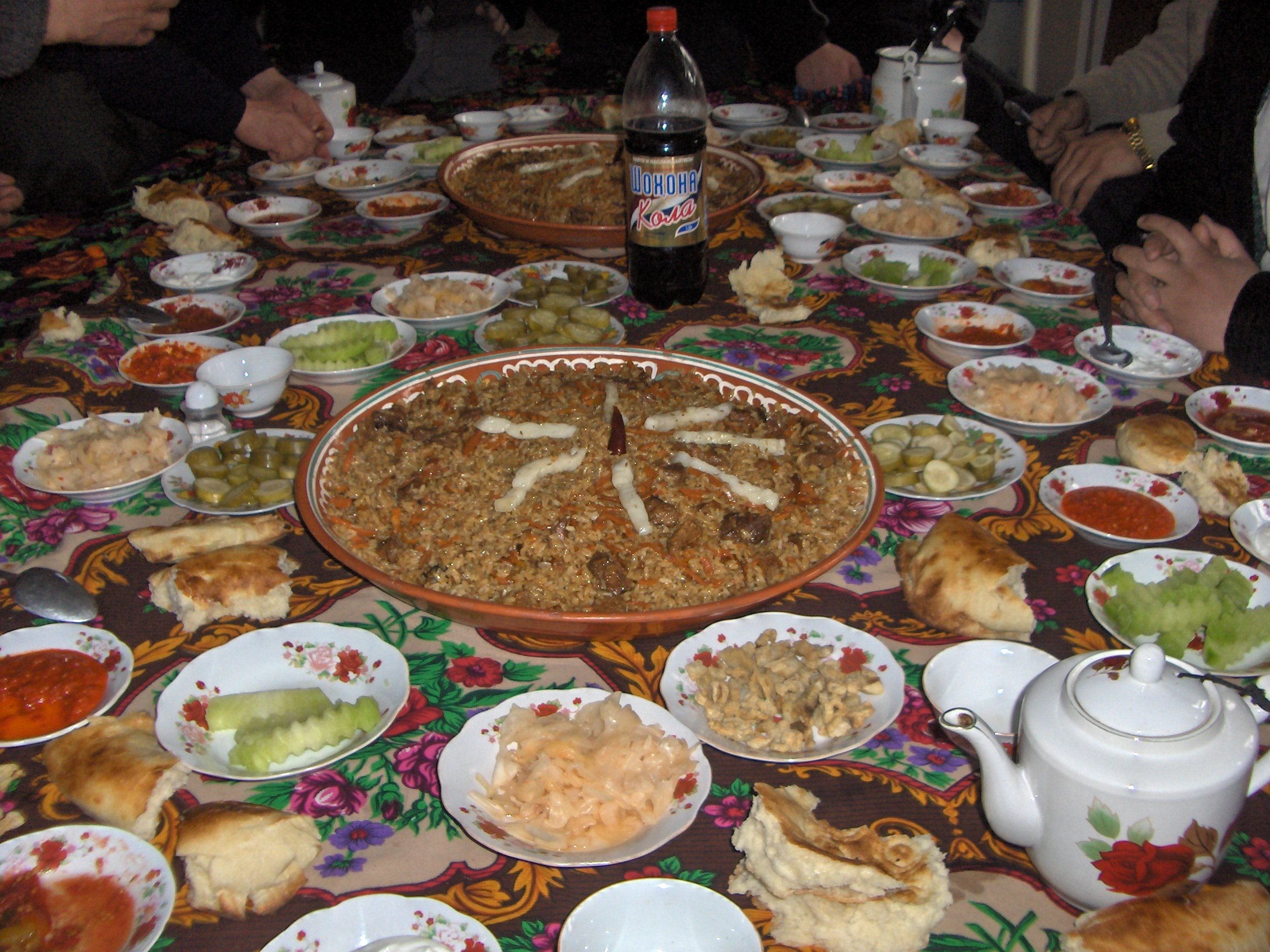
یک خوان تاجیکی. آماده شده برای نوروز.

خوان مجموعه ای از غذاهای مشخص مبتنی بر مواد اولیه، فنون و خوراک‌های مشخصی است که عموماً به فرهنگ یا محل مشخصی مربوط است. یک خوان اصولاً با مواد اولیه ای که به صورت محلی قابل تهیه اند یا در بازارهای محلی یافت می‌شوند تعیین می‌شود. قوانین دینی تغذیه مانند آنچه در هندوییسم، سیک، بودایی، اسلام و یهودیت وجود دارند نیز می‌توانند تأثیر هنگفتی در برنامه تغذیه ای داشته باشند. آداب دینی، رسوم محلی و مواد اولیه تأثیرات متقابلی برای تهیه غذاهای انحصاری یک منطقه خاص دارند.